# Высшая лига (баскетбол, женщины)
Высшая лига — третий по значимости дивизион в структуре Российского баскетбола.
В составе баскетбольной Высшей лиги среди женских клубов сезона 2012/13 играли 8 команд:
1. Глория-ГЦОЛИФК (Москва)
2. ЦСП «Измайлово» (Москва)
3. Политех СамГТУ (Самара)
4. МБА (Москва)
5. Университет-Югра (Сургут)
6. Виктория-Саратов (Саратов)
7. ПГТУ-УОР (Йошкар-Ола)
8. Славянка (Челябинск)

## Регламент
Чемпионат проходит в два этапа. На первом этапе команды играют в четыре круга спаренными играми с разъездами (2 игры — дома, 2 — на выезде). Всего — по 28 игр. 
Во второй этап выходят 4 лучшие команды по итогам регулярного чемпионата, которые поведут борьбу за призовые места и выход в Суперлигу.

## Победители и призёры
| Сезон     | Место проведения Финала | Финал               | Финал | Финал    | Матч за 3-е место | Матч за 3-е место | Матч за 3-е место |                                         |
| Сезон     | Место проведения Финала | Золото              | Счёт  | Серебро  | Бронза            | Счёт              | 4-е место         | MVP                                     |
| --------- | ----------------------- | ------------------- | ----- | -------- | ----------------- | ----------------- | ----------------- | --------------------------------------- |
| 2023/2024 | Челябинск               | Владимирские львицы | 82:57 | Славянка | Енисей-2          | 91:89 (ОТ)        | Юность            | Алина Гончаренко («Владимирские львцы») |
| 2024/2025 | Челябинск               |                     |       |          |                   |                   |                   |                                         |